# کاساماتسو، گیفو
کاساماتسو، گیفو (به لاتین: Kasamatsu, Gifu) یک منطقهٔ مسکونی در ژاپن است که در Hashima District, Gifu واقع شده‌است. کاساماتسو  ۲۴٬۹۹۸ نفر جمعیت دارد.